# Joakim Svalberg
Joakim Svalberg (ur. 22 lutego 1969) – szwedzki muzyk i kompozytor. Joakim Svalberg znany jest przede wszystkim z występów w zespole rocka progresywnego Opeth w którym zastąpił Pera Wiberga. Wcześniej występował w zespole wirtuoza gitary Yngwiego Malmsteena. Jako muzyk koncertowy współpracował z zespołami Mastodon, Hughes Turner Project i Tiamat.

## Dyskografia
- Southfork - Straight Ahead (2001, Black Mark Production, gościnnie organy)[4]
- Razorback - Animal Anger (2004, Massacre Records, sesyjnie instrumenty klawiszowe)
- Yngwie Malmsteen - Unleash the Fury (2005, Universal Music)
- Therion - Gothic Kabbalah (2007, Nuclear Blast, gościnnie organy Hammonda)[5]
- Opeth - Heritage (2011, Roadrunner Records, gościnnie fortepian)[6]
- Nektar - A Spoonful Of Time (2012, Purple Pyramid, gościnnie instrumenty klawiszowe)[7]
- Opeth - Pale Communion (2014, Roadrunner Records)
- Opeth - Sorceress (2016, Nuclear Blast)